# ビラルバ
ビラルバ（Vilalba）は、スペイン・ガリシア州ルーゴ県のムニシピオ（基礎自治体）。コマルカ・ダ・テーラ・チャに属し、その中心自治体である。
2012年の人口は（2009年：15,437人、2007年：15,358人）で市街地にその3分の1以上が住む。ビラルバはコマルカ内で最多の人口を有し、県内でもビベイロに次いで4番目の人口規模である。面積は379.4km²で人口密度は39.8人/km²。ガリシア州でア・フォンサグラーダについで2番目に広い自治体である。住民呼称はvilalbés/-esa。カスティーリャ語による表記はVillalba（ビジャルバ）。
ビラルバには考古学的、文化的な史跡文化財が数多く存在し、ガリシア州内でも、多くのカストロが残されている。その中でもゴンダイスケとベレサールのものはよく知られている。また、他には現在パラドールになっている、ビラルバ城の塔がある。
ガリシア語話者の自治体人口に占める割合は98.74%（2001年）。

## 地理
ビラルバはルーゴ県の北西部に位置し、コマルカ・ダ・テーラ・チャに属する。北はムーラスと、東はアバディンとコスペイトと、南はベゴンテとギティリスと、西はシェルマーデの各自治体と接する。自治体中心地区はビラルバ教区のビラルバ地区。
ビラルバはビラルバ司法管轄区に属し、同管轄区の中心自治体である。

### 人口
住民は30の教区の472の地区（集落）に居住する。
| ビラルバの人口推移 1900－2010                           |
|                                                         |
| 出典:INE（スペイン国立統計局）1900年 - 1991年、1996年 - |

## 歴史
現在の自治体ビラルバについての言及で最初のものは、6世紀のものである。サンタ・マリーア・デ・モンテネグロという村が、同名の一族の保護のもとにあるとの言及が残されている。8世紀には、火災によって、完全に破壊された。12世紀に、ビラレンテという名前で再び登場、アンドラーデ一族と結びついていた。15世紀、1431年城はイルマンディーニョの反乱によって破壊される。後に、ヌーノ・フレイレ・デ・アンドラーデは住民に城を再建するよう命じた。1467年、アフォンソ・デ・ランソス、ペドロ・デ・オソリオ、ディエゴ・デ・レモスらによって率いられた2回目のイルマンディーニョの反乱で、民衆軍はモエーチェを除き、すべてのアンドラーデ一族の城を落城させた。
アンドラーデの城の八角形の塔は、元情報観光大臣であったマヌエル・フラガ・イリバルネの命によって、改装され、現在、パラドールとして利用されている。

## 政治
自治体首長はガリシア国民党（PPdeG）のヘラルド・クリアード・ギサン（Gerardo Criado Guizán）、自治体評議員はガリシア国民党：10、ガリシア社会党（PSdeG-PSOE）：5、ガリシア民族主義ブロック（BNG）：2となっている（2011年5月22日の自治体選挙結果、得票順）。
| 1999年6月13日自治体選挙 |        |        |          |
| 政党                    | 得票数 | 得票率 | 獲得議席 |
| PPdeG                   | 6,358  | 72.32% | 13       |
| BNG                     | 1,193  | 13.57% | 2        |
| PSdeG-PSOE              | 1,148  | 13.06% | 2        |

| 2003年5月25日自治体選挙 |        |        |          |
| 政党                    | 得票数 | 得票率 | 獲得議席 |
| PPdeG                   | 5,786  | 62.71% | 11       |
| PSdeG-PSOE              | 1,814  | 19.66% | 3        |
| BNG                     | 1,518  | 16.45% | 3        |

| 2007年5月27日自治体選挙 |        |        |          |
| 政党                    | 得票数 | 得票率 | 獲得議席 |
| PPdeG                   | 5,516  | 55.31% | 10       |
| PSdeG-PSOE              | 3,268  | 32.77% | 6        |
| BNG                     | 1,086  | 10.89% | 1        |

| 2011年5月22日自治体選挙 |        |        |          |
| 政党                    | 得票数 | 得票率 | 獲得議席 |
| PPdeG                   | 5,365  | 57.13% | 10       |
| PSdeG-PSOE              | 2,533  | 26.97% | 5        |
| BNG                     | 1,278  | 13.61% | 2        |

## 教区
ビラルバは30の教区に分けられる。太字は自治体中心地区のある教区。
- アルバ（サン・ショアン）
- アルボル（サン・ロウレンソ）
- ベレサール（サン・マルティーニョ）
- ボイサン（サンティアーゴ）
- カルバジード（サンタ・マリーア）
- コデシード（サン・マルティーニョ）
- コルベージェ（サン・バルトロメウ）
- ディストリス（サン・マルティーニョ）
- ゴイリス（サンティアーゴ）
- ゴンダイースケ（サンタ・マリーア）
- インスア（サン・バルトロメウ）
- ラドラ（サン・サルバドール）
- ランソス（サン・マルティーニョ）
- ランソス（サン・サルバドール）
- モウレンセ（サン・シアーオ）
- ネテ（サン・コスメ）
- ノーチェ（サン・マルティーニョ）
- オレイロス（サン・マメーデ）
- リオアベーソ（サン・シュルショ）
- ロマン（サンタージャ）
- サマルーゴ（サンティアーゴ）
- サン・シモン・ダ・コスタ（サン・シモン）
- サンコバーデ（サンティアーゴ）
- サンタバージャ（サン・ペドロ）
- ソエショ（サンタ・マリーア）
- タルダーデ（サンタ・マリーア）
- ア・トーレ（サンタ・マリーア）
- ビラルバ（サンタ・マリーア）
- ビラペドレ（サン・マメーデ）
- ショイバン（サン・サルバドール）

## 出身者
- マヌエル・フラガ・イリバルネ - 政治家。国民党創設者。ガリシア州首相。